# تد سگار
تد سگار (به انگلیسی: Ted Sagar) بازیکن فوتبال زادهٔ ۷ فوریه ۱۹۱۰ اهل کشور انگلستان که سابقهٔ بازی در تیم ملی فوتبال انگلستان را در کارنامهٔ خود دارد. وی در تاریخ ۱۹ اکتبر ۱۹۳۵ نخستین بازی ملی خود را در مقابل تیم ملی فوتبال ایرلند شمالی انجام داد و با حضور در ۴ بازی ملی، در تاریخ ۹ مه ۱۹۳۶ واپسین بازی ملی‌اش را در برابر تیم ملی فوتبال بلژیک برگزار کرد.